# 福正寺 (さいたま市)

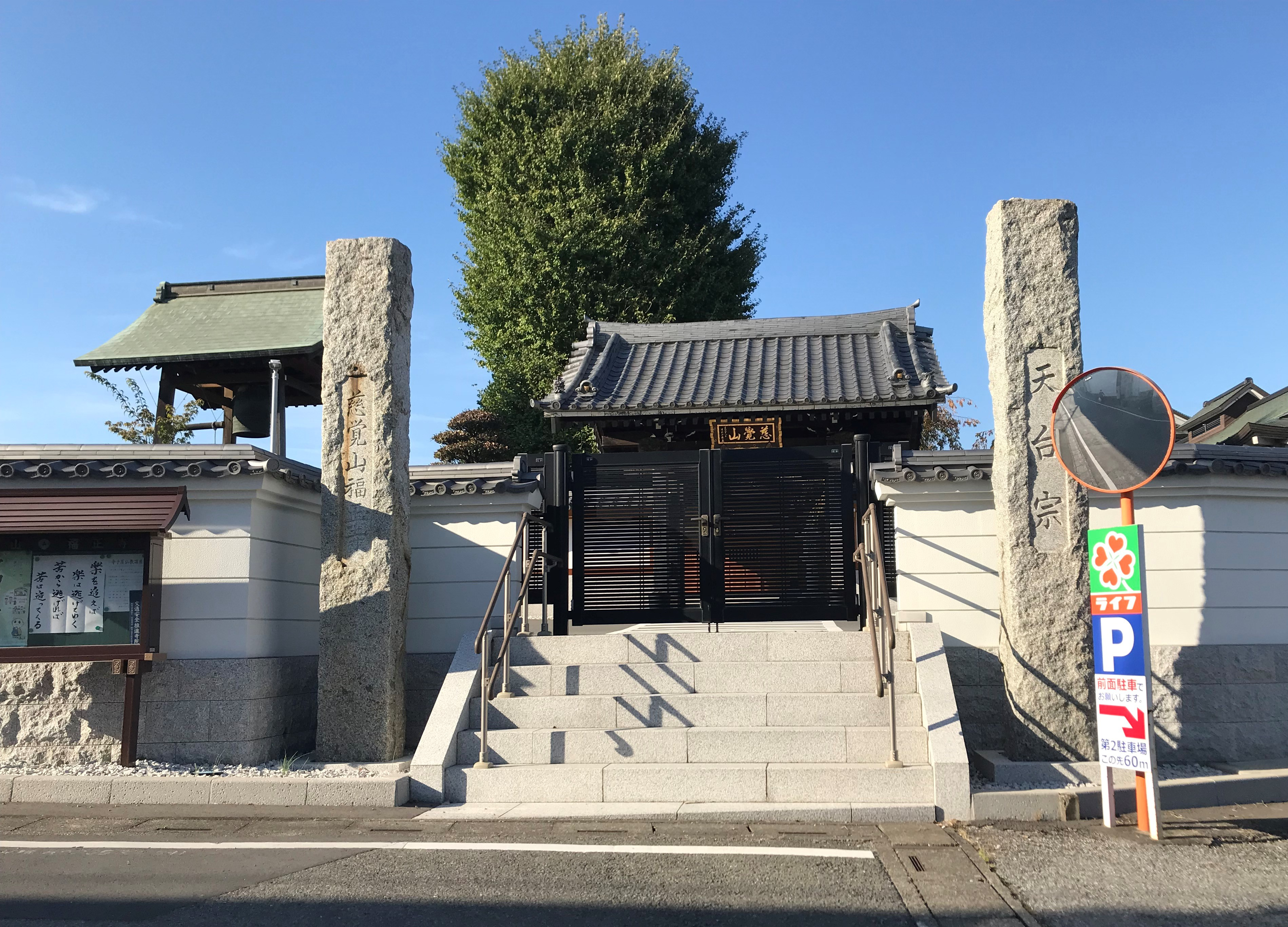

福正寺（ふくしょうじ）は、埼玉県さいたま市西区にある天台宗の寺院。

## 歴史
826年（天長3年）、慈覚大師円仁によって開山された。その後、永海によって中興された。かつての境内は、現在よりもはるかに広かったというが、度重なる戦乱や火災に巻き込まれ、現在の規模に縮小したという。
1898年（明治31年）に本堂等の伽藍を焼失した。その後、旧薬師堂や民家を移築するなどして再建された。2028年（令和10年）に福正寺開創千二百年事業として本堂の改築を行う予定である。

## 交通アクセス
- 指扇駅より徒歩7分。